# سوریر گودناسون
سوریر گودناسون (سوئدی: Sverrir Gudnason؛ زادهٔ ۱۲ سپتامبر ۱۹۷۸) یک بازیگر اهل سوئد است.
از فیلم‌هایی که وی در آن نقش داشته است، می‌توان به جنتلمن، بوری در مقابل مک‌انرو، اومرتا ۶/۱۲ و دایره اشاره کرد.